# Liste de ponts des Pyrénées-Orientales
Liste de ponts des Pyrénées-Orientales, non exhaustive, représentant les édifices présents et/ou historiques dans le département des Pyrénées-Orientales, en France.

## Ponts de longueur supérieure à 100 m
Les ouvrages de longueur totale supérieure à 100 m du département des Pyrénées-Orientales sont classés ci-après par gestionnaires de voies.

### Ponts routiers

#### Routes départementales
- Viaduc du Douy - 256 m, 1993, RD914 (Collioure)
- Pont Lluís Companys - 121 m, 1962, ex-D900 (Le Boulou)

### Ponts ferroviaires

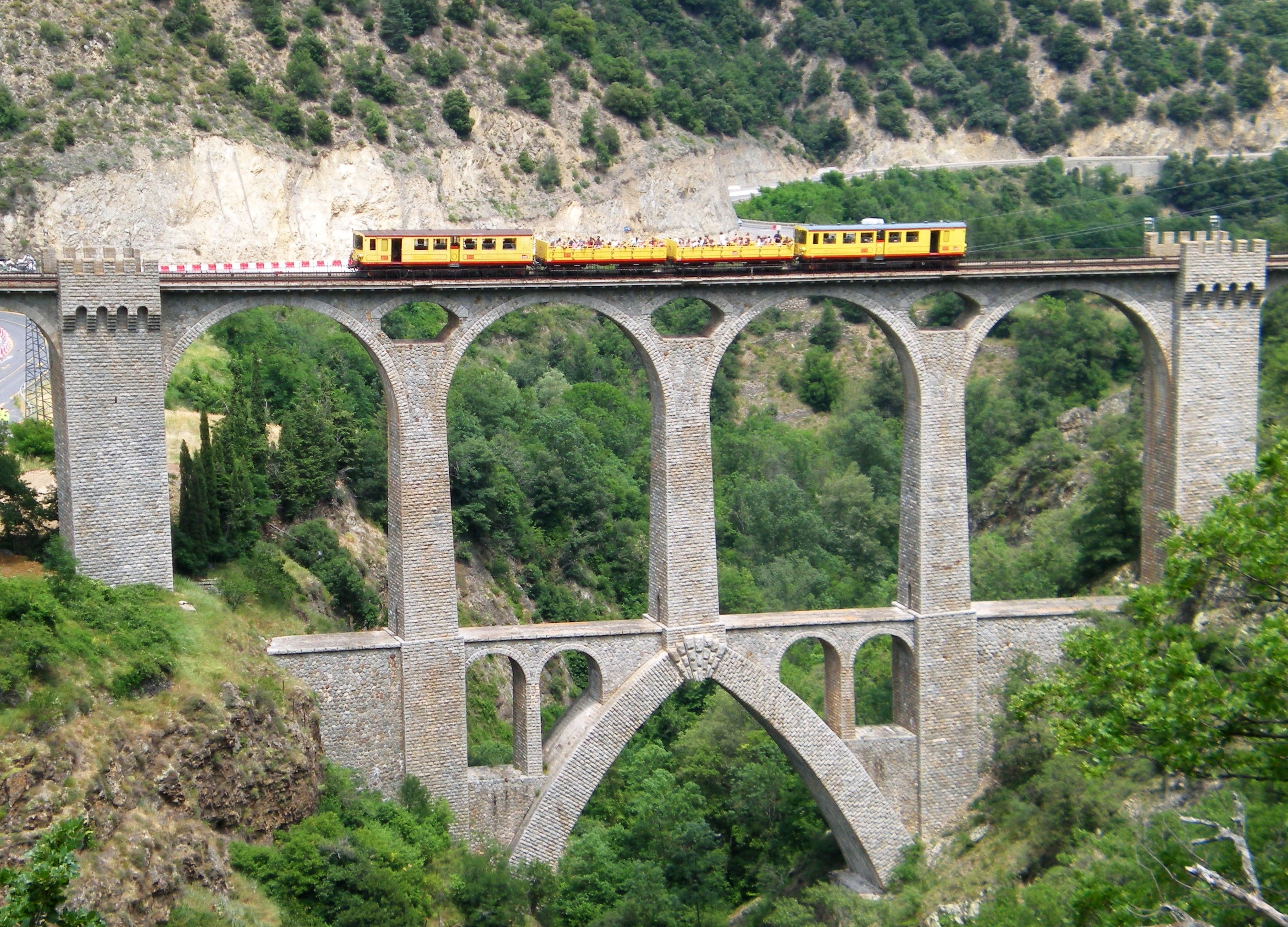
Le pont Séjourné emprunté par le train jaune

- Pont de Cassagne (dit aussi Pont Gisclard, sur la ligne de Cerdagne) (253 m)
- Pont ferroviaire sur la Têt (179 m), sur la ligne de Narbonne à Port-Bou (frontière)
- Pont ferroviaire sur le Tech (245 m), sur la ligne de Narbonne à Port-Bou (frontière)
- Pont Séjourné à Fontpédrouse sur la ligne de Cerdagne plus connue au nom du Train jaune.
- Viaduc de Carol (158 m) à Porta sur la ligne de Portet-Saint-Simon à Puigcerda (frontière).

## Ponts présentant un intérêt architectural ou historique
Les ponts des Pyrénées-Orientales inscrits à l’inventaire national des monuments historiques sont recensés ci-après.
| Nom de l'ouvrage                                                     | Rivière franchie | Situation    | Époque de construction                                   |
| -------------------------------------------------------------------- | ---------------- | ------------ | -------------------------------------------------------- |
| Pont-aqueduc d'Ansignan                                              | L'Agly           | Ansignan     | IIIe siècle, remaniements aux IXe siècle et XIIIe siècle |
| Pont du Diable                                                       | Le Tech          | Céret        | XIVe siècle                                              |
| Pont ferroviaire sur la Têt                                          | La Têt           | Perpignan    | 1858                                                     |
| Pont de Cassagne (dit aussi Pont Gisclard, sur la Ligne de Cerdagne) | La Têt           | Planès       | 1910                                                     |
| Pont Séjourné (sur la Ligne de Cerdagne)                             | La Têt           | Fontpédrouse | 1910                                                     |